# San Samuele

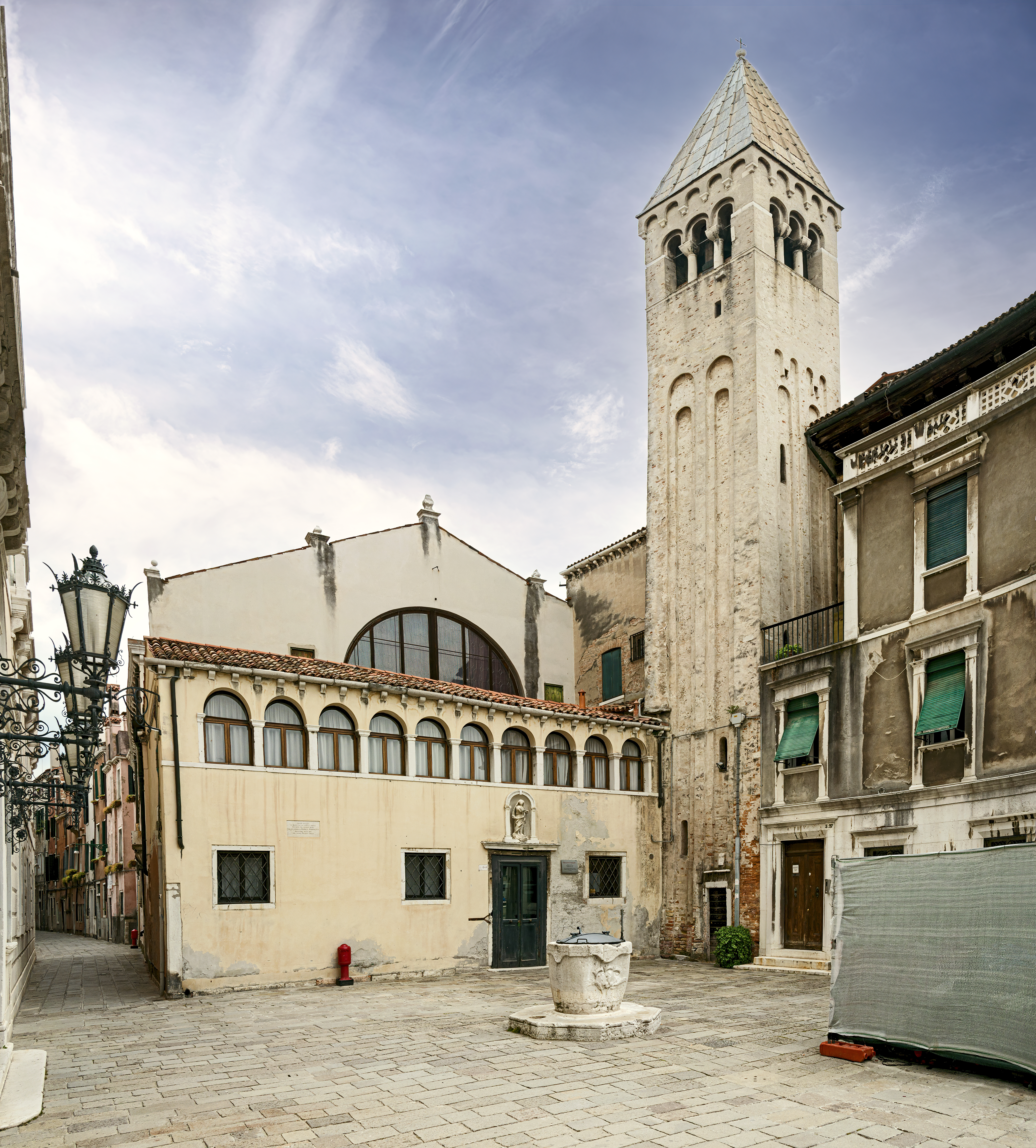
San Samuele Fassade und der Glockenturm

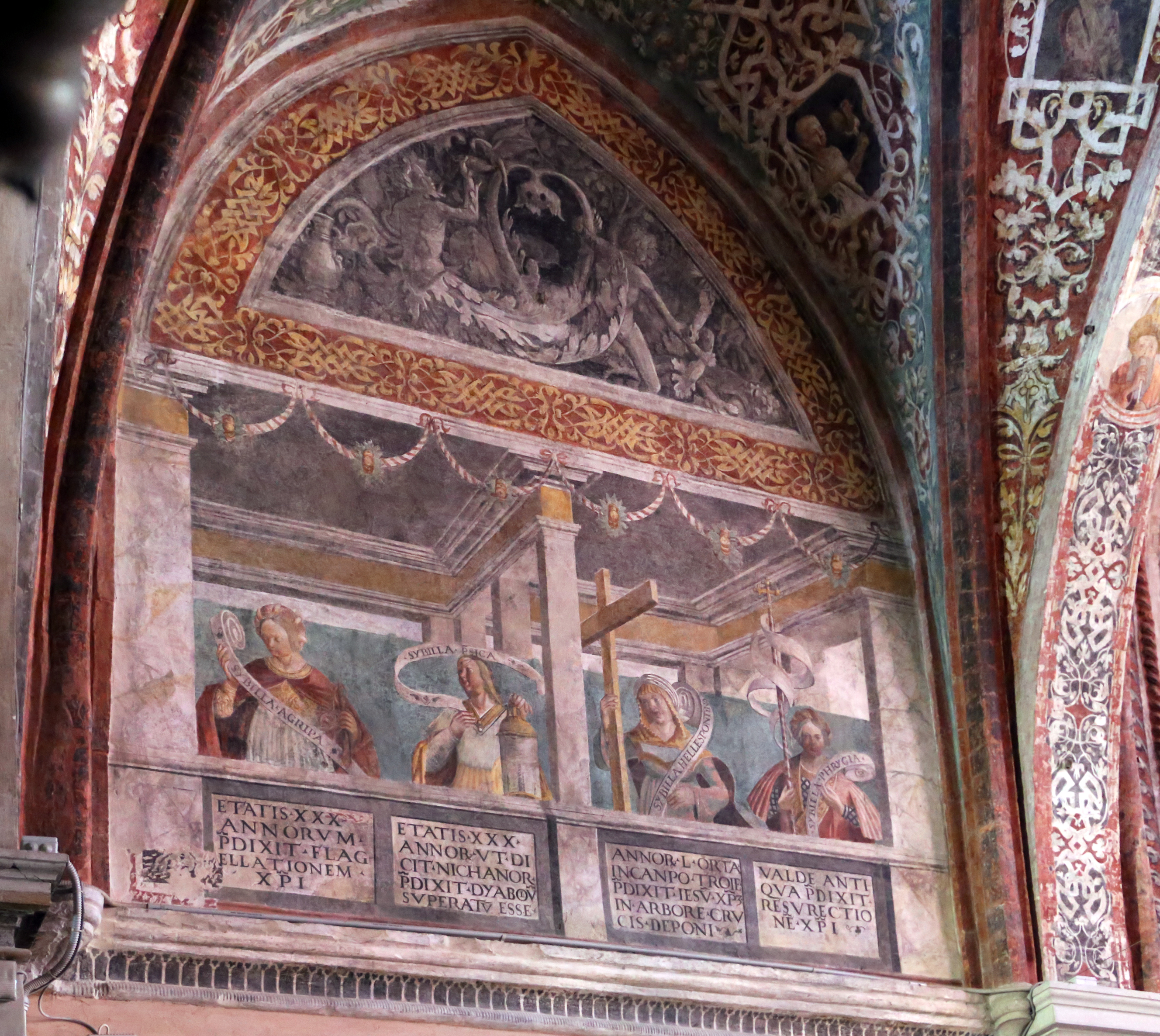
Restaurierte Fresken, Darstellungen der Paduaner Schule (2. Hälfte 15. Jahrhundert) mit vier Sybillen und ihren Prophezeiungen. Dargestellt sind die „Sybilla Agripa“, „Persica“, „Hellespontina“ und die „Sybila Phrygia“

Die Kirche San Samuele (San Samuele Profeta) im venezianischen Sestiere San Marco ist eine der wenigen Kirchen der Stadt mit direktem Zugang zum Canal Grande. 
An den beiden anderen Seiten des gleichnamigen Campo liegen der Palazzo Grassi und der Palazzo Malipiero sowie die Vaporetto-Station San Samuele.
Benannt ist die Kirche nach den alttestamentlichen Propheten Samuel, dessen Reliquien in der Kirche aufbewahrt werden. 

## Geschichte
Die Kirche wurde um das Jahr 1000 als Stiftung der Familien Boldù und Soranzo errichtet, aber im frühen 12. Jahrhundert durch Feuersbrünste zerstört. Aus dem 12. Jahrhundert ist der vorgotische Campanile der Kirche erhalten. 1685 wurde sie als dreischiffiger Bau auf den Resten dieses Vorgängerbaus vollständig neu errichtet. Die Loggia im Obergeschoss des Portikus entstand 1952 durch die Öffnung des Mauerwerks mittels Rundbogenarkaden.
Nach San Samuele wurde das gleichnamige Teatro San Samuele benannt.
Giacomo Casanovas Mutter, die an besagtem Theater engagierte Schauspielerin Giovanna Maria Farussi (1708–1776), und sein mutmaßlicher Vater, der Tänzer und Schauspieler Gaetano Giuseppe Casanova (1697–1733), wurden am 17. Februar 1724 in San Samuele getraut, dort, wo auch Giacomo am 5. Mai 1725 getauft wurde. 1740 und 1741 predigte Giacomo Casanova dort für kurze Zeit, als er noch eine Klerikerlaufbahn anstrebte.